# Alejandra Pizarnik

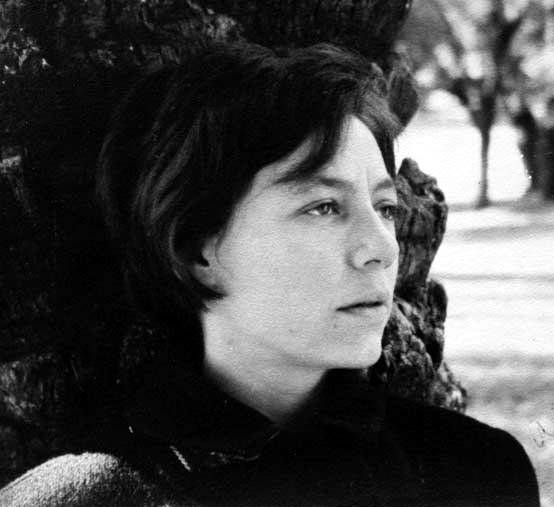
Pizarnik do Sara Facio chụp ở một công viên tại Buenos Aires.

Alejandra Pizarnik (29 tháng 4 năm 1936 - 25 tháng 9 năm 1972) là một nhà thơ nữ người Argentina.

## Tuổi thơ
Alejandra Pizarnik sinh ngày 29 tháng 4 năm 1936, tại Avellaneda, một thành phố ở Buenos Aires, Argentina, với cha mẹ là người nhập cư Do Thái từ Rowno (nay là Ukraina). Bà đã có một thời thơ ấu khó khăn, đấu tranh với một vấn đề nói lắp, mụn trứng cá và lòng tự trọng thấp. Bà cũng có một thói quen là tăng cân. Những sự cố này đã làm suy yếu lòng tự trọng của cô. Bởi vì hình ảnh cơ thể tiêu cực của bà và so sánh liên tục của bà với em gái mình, cuộc sống của Alejandra trở nên phức tạp hơn. Cũng vì lý do này, có khả năng bà bắt đầu dùng amphetamine - những loại thuốc tương tự mà bà ấy nghiện mạnh - gây ra những chứng rối loạn giấc ngủ lâu như mê sảng và mất ngủ.

## Nghề nghiệp
Một năm sau khi vào khoa Triết học và Thư tại Universidad de Buenos Aires, Pizarnik đã xuất bản cuốn sách thơ đầu tiên của mình, La tierra más ajena (1955). Bà tham gia các khóa học về văn học, báo chí và triết học tại trường đại học nhưng chưa bao giờ nhận được bằng cấp. Ngay sau đó, bà học vẽ với Juan Batlle Planas. Pizarnik theo sau tác phẩm đầu tay của bà với hai tập thơ, La última inocencia (1956) và Las aventuras perdidas (1958).
Bà là một độc giả sâu sắc của nhiều tác giả trang trọng trong suốt cuộc đời của cô. Từ tiểu thuyết, bà đọc nhiều văn học hơn với các chủ đề tương tự để học hỏi từ các quan điểm khác nhau. Điều này đã gây ra một sự quan tâm sớm đối với văn học và vô thức, điều này đã khiến bà quan tâm đến phân tâm học.
Pizarnik kiên quyết không được giải quyết với chính trị, thay vào đó, chủ nghĩa trữ tình của bà bị ảnh hưởng bởi Antonio Porchia, những người biểu tượng Pháp - đặc biệt là Arthur Rimbaud và Stéphane Mallarmé--, tinh thần của chủ nghĩa lãng mạn và cho những người siêu thực. Bà đã viết những cuốn sách thơ về sự nhạy cảm của công chứng và sự yên tĩnh chính thức cho hình ảnh lung lay. Chủ đề của các cuốn sách của bà tập trung vào sự bà đơn, thời thơ ấu, đau đớn, và hơn bất cứ điều gì, cái chết.

## Tác phẩm
- La tierra más ajena (1966), tập thơ
- La última inocencia (1956), tập thơ
- Las aventuras perdidas (1958), tập thơ
- Árbol de Diana (1962), tập thơ
- Los trabajos y las noches (1965), tập thơ
- Extracción de la piedra de locura (1968), tập thơ
- El infierno musica (1971), tập thơ
- La condesa sangrienta (1971)